# Heinrich LXXII. (Reuß-Ebersdorf)

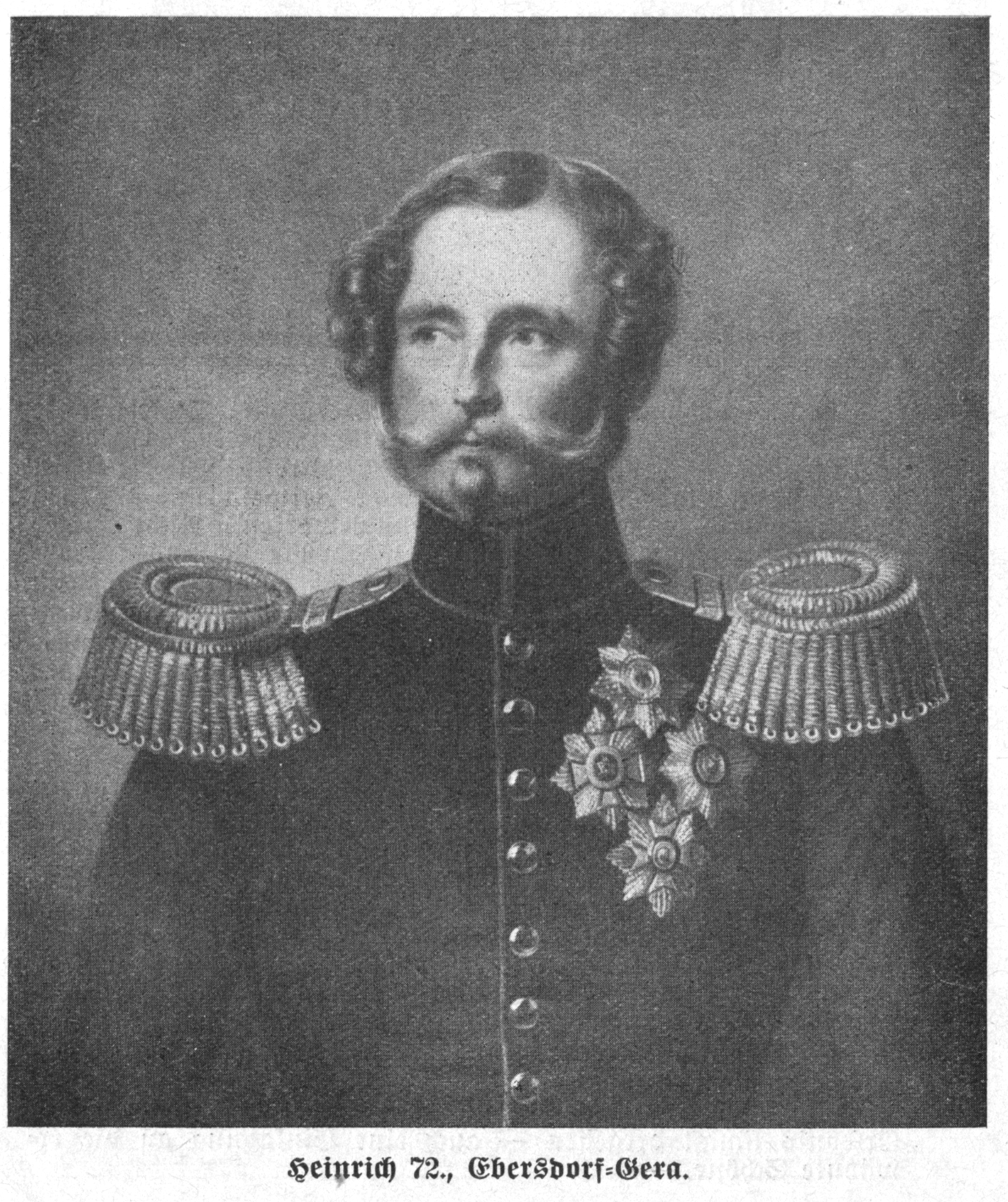
Heinrich LXXII.

Heinrich LXXII. Reuß (jüngere Linie) (* 27. März 1797 in Ebersdorf; † 17. Februar 1853 in Dresden) war von 1822 bis 1824 Fürst Reuß zu Ebersdorf und von 1824 bis 1848 Fürst Reuß zu Lobenstein und Ebersdorf.

## Fürstentum Reuß-Lobenstein und Ebersdorf
Heinrich war der Sohn des Fürsten Heinrich LI. Reuß zu Ebersdorf und dessen Frau Gräfin Luise von Hoym. Er wurde in Bern, Göttingen und Dresden ausgebildet und unternahm in seiner Erbprinzenzeit eine Grand Tour nach und durch England und Frankreich. Er folgte seinem Vater 1822 als Fürst Reuß zu Ebersdorf. Durch das Erlöschen des Hauses Reuß-Lobenstein kam dieses Fürstentum ebenfalls an Fürst Heinrich LXXII., der es mit seinem Fürstentum zum Fürstentum Reuß-Lobenstein und Ebersdorf vereinigte.

## Schlacht von Harra
Heinrich sorgte in seinem Land für eine zeitgemäße Verwaltung. Im Zuge dieser Reformen wurde die Magdeburger Feuerversicherung eingeführt, in deren Rahmen er von seinen Untertanen im Jahr 1826 erhöhte Abgaben forderte. Den Grundeigentümern brachte dies eine geringe Entlastung, die ärmeren Bergleute, Fabrikarbeiter und Eisenarbeiter wurden stärker belastet. Einige Bauern widersetzten sich und der Fürst ließ zwangsweise pfänden. Aus mehreren Dörfern zogen Bauern nach Harra, um hier die Pfändung zu verhindern. Es kam zu einem Handgemenge, bei dem mehr als zehn Bauern erschossen wurden. Bürgerliche Zeitungen waren entsetzt und beim Bundestag wurde die Untersuchung des Falles und die Bestrafung des Fürsten gefordert.

## Affäre mit Lola Montez
Instinktlos zeigte er sich auch in seiner Beziehung zu der irischen Tänzerin Lola Montez, die sich so skandalös benahm, dass er sie 1843 des Landes verweisen musste.

## Abdankung 1848
Nach dem Tod seiner Mutter 1832, der letzten ihres Geschlechts, erbte er die umfangreichen Hoymschen Besitzungen, unter anderem die Herrschaft Droyßig, bestehend aus 24 Dörfern.
Im Verlaufe der Unruhen im Revolutionsjahr 1848 zogen zirka 400 Personen nach Ebersdorf, um dem Landesfürsten Forderungen zu überreichen. Heinrich machte zwar einige Zugeständnisse, dankte aber überraschend am 1. Oktober 1848 zugunsten des Fürsten Heinrich LXII. Reuß zu Schleiz, ab.
Er zog sich nach Guteborn zurück und starb fünf Jahre später unverheiratet.
Heinrich LXXII. gilt als Erfinder des Wortes Prinzipienreiter.